# Galeon
Galeon was een webbrowser ontwikkeld voor de desktopomgeving GNOME, die vrij ter beschikking werd gesteld. Voor het tonen van webpagina's werd van Gecko gebruikgemaakt, de layout-engine die door Mozilla werd ontwikkeld. Galeon was beschikbaar voor Linux, BSD en Unix. De laatste versie is 2.0.7 en verscheen op 7 september 2008. Galeon werd vrijgegeven onder de GPL.
Galeon 0.6 kwam in juni 2000 uit, versie 1.0 voor Mozilla 1.0 in november 2001 en versie 1.2 in maart 2002 bracht. Versie 1.2 introduceerde veel nieuwe functionaliteit. Hoofdontwikkelaar Marco Pesenti Gritti verliet samen met enkele andere ontwikkelaars het project in november 2002 na onenigheid over de toekomst van de browser. Hij begon met de webbrowser GNOME Web (tot 2012 Epiphany genaamd). Hun vertrek zorgde voor een dalende populariteit en in september 2008 werd het project stopgezet.